# Cheilodipterus macrodon
Cheilodipterus macrodon – gatunek ryby promieniopłetwej z rodziny apogonowatych (Apogonidae). Zamieszkuje region indopacyficzny, m.in. Morze Czerwone. Długość ciała dochodzi do 25 cm. Pożywienie stanowią małe ryby.